# KE
KE es la abreviatura de la voz inglesa Kinetic Energy, energía cinética. Son un tipo de proyectiles que no usan explosivos para causar daño, si no su propio peso, resistencia mecánica y velocidad: es decir, energía cinética. Esta se expresa como la mitad de la masa por la velocidad al cuadrado (1/2mv2), por lo que el mejor proyectil sería el más pesado y más rápido.

## Especificaciones
En los más sofisticados el penetrador cinético son básicamente barras macizas estabilizadas con aletas, hechas de uranio empobrecido, tungsteno, acero o combinaciones de estos materiales, miden unos 50 o 60 centímetros, pesan 10 kilogramos, su calibre ronda los 25 o 30 milímetros, y se desplazan a velocidades del orden de 1.500 a 1.800 metros por segundo, y son capaces de desarrollar energías de 10 o 12 Mega Julios.
Su poder destructivo se basa en concentrar sobre una mínima superficie una gran cantidad de energía cinética, que se convierte en trabajo de penetración. Su rendimiento es tal que los más modernos conformados en uranio empobrecido perforan 900 milímetros de acero laminado RHA a 1.500 metros.
Cuanta más resistencia ejerce el blindaje más energía descarga sobre el mismo, ya que esta se acumula a lo largo del eje del penetrador. Tras la ruptura del blindaje, restos del penetrador y material convertido en metralla es proyectado al interior del habitáculo del objetivo impactado, aniquilando a la tripulación.
Por sus cualidades no es el proyectil más adecuado para destruir objetos poco o nada blindados, ya que un impacto sobre estos se limitaría a atravesarlos completamente pero sin transmitir la destructiva energía cinética, dejando solo dos pequeños agujeros como prueba de su paso. Los blindados ligeros, transportes de tropas, camiones y vehículos similares pueden sobrevivir fácilmente a impactos de estos proyectiles siempre que no alcancen sus partes esenciales que impidan su funcionamiento.

### Alcance
El alcance máximo efectivo de estas municiones es notablemente corto, del orden de 4.000 metros, aunque se han conseguido blancos letales a mayores distancias. El rango es reducido debido principalmente al gran rozamiento aerodinámico causado por la altísima velocidad. Su gran peso también limita su alcance. Dado que usan aletas para estabilizarse en vuelo, que pese a ser muy pequeñas, son las mayores causantes de la pérdida de energía del proyectil, al crear una corriente de frenado denominada "drag". Además lo hacen sensible al viento lateral, motivo por el que los carros de combate más modernos equipan sensores de viento para que sus ordenadores balísticos corrijan tal efecto antes del disparo.
El alcance efectivo está limitado también por la curvatura de la tierra, que impide ver objetivos a distancias mayores de esos 4.000 metros salvo que el atacante esté a una altura notablemente superior al blanco, y la tecnología de los visores GPS tampoco ha sido desarrollada para mayores distancias. 
Consecuencia directa de la pérdida de energía del proyectil con la distancia, es la posible incapacidad de este para perforar el blindaje de los carros modernos a grandes distancias, aunque se consiga un impacto directo.
La trayectoria de los proyectiles KE es muy tensa, con apenas unos grados de super-elevación respecto al blanco, y su tiempo de vuelo es extremadamente corto, alcanzando en menos de 3 segundos su máximo rango de combate.
- Datos: Q9016953